# Токарёвский сельский совет (Сумский район)
Токаревский сельский совет (укр. Токарівська сільська рада) — входит в состав
Сумского района
Сумской области
Украины.
Административный центр сельского совета находится в 
с. Токари.

## Населённые пункты совета
- с. Токари
- с. Зацарное
- с. Червоная Диброва